# SparkShorts
SparkShorts es un programa de  Pixar Animation Studios lanzado por Jim Morris, presidente del estudio, y Lindsey Collins para buscar nuevos talentos en animación. La producción tiene un presupuesto limitado y un tiempo límite de seis meses para completar el corto. El programa inició en 2018 y el primero corto resultante fue  Purl, de Kristen Lester, estrenado en El Capitán Theatre de Los Ángeles el 19 de enero de 2019 y en internet el 19 de febrero de 2019. Los cortos producidos por este programa se estrenan en internet, a diferencia de otros cortometrajes hechos por Pixar que en su mayoría se ha estrenado en cines acompañando a otros largometrajes. Hasta la fecha se han estrenado ocho cortos, pero aún no todos se pueden ver en el portal de YouTube.

## Cortometrajes
| Título          | Fecha de estreno         | Directores         |
| --------------- | ------------------------ | ------------------ |
| Purl            | 4 de febrero de 2019     | Kristen Lester     |
| Smash and Grab  | 11 de febrero de 2019    | Brian Larsen       |
| Kitbull         | 18 de febrero de 2019    | Rosana Sullivan    |
| Float           | 12 de noviembre de 2019  | Bobby Rubio        |
| Wind            | 13 de diciembre de 2019  | Edwin Chang        |
| Loop            | 10 de enero de 2020      | Erica Milsom       |
| Out             | 22 de mayo de 2020       | Steven Hunter      |
| Burrow          | 25 de diciembre de 2020  | Madeline Sharafian |
| Twentysomething | 10 de septiembre de 2021 | Aphton Corbin      |
| Nona            | 17 de septiembre de 2021 | Louis Gonzales     |